# Grand Prix USA 1978
Grand Prix USA 1978 (oficiálně XXI Toyota United States Grand Prix) se jela na okruhu Watkins Glen International ve Watkins Glen v New Yorku ve Spojených státech amerických dne 1. října 1978. Závod byl patnáctým v pořadí v sezóně 1978 šampionátu Formule 1.

## Závod
| Poř.   | No. | Jezdec                | Konstruktér        | Počet kol | Čas/Odstoupení    | Pořadí na startu | Body |
| ------ | --- | --------------------- | ------------------ | --------- | ----------------- | ---------------- | ---- |
| 1      | 11  | Carlos Reutemann      | Ferrari            | 59        | 1:40:48.800       | 2                | 9    |
| 2      | 27  | Alan Jones            | Williams-Ford      | 59        | +19.739           | 3                | 6    |
| 3      | 20  | Jody Scheckter        | Wolf-Ford          | 59        | +45.701           | 11               | 4    |
| 4      | 15  | Jean-Pierre Jabouille | Renault            | 59        | +1:25.007         | 9                | 3    |
| 5      | 14  | Emerson Fittipaldi    | Fittipaldi-Ford    | 59        | +1:28.089         | 13               | 2    |
| 6      | 8   | Patrick Tambay        | McLaren-Ford       | 59        | +1:50.210         | 18               | 1    |
| 7      | 7   | James Hunt            | McLaren-Ford       | 58        | +1 kolo           | 6                |      |
| 8      | 22  | Derek Daly            | Ensign-Ford        | 58        | +1 kolo           | 19               |      |
| 9      | 18  | René Arnoux           | Surtees-Ford       | 58        | +1 kolo           | 21               |      |
| 10     | 3   | Didier Pironi         | Tyrrell-Ford       | 58        | +1 kolo           | 16               |      |
| 11     | 26  | Jacques Laffite       | Ligier-Matra       | 58        | +1 kolo           | 10               |      |
| 12     | 21  | Bobby Rahal           | Wolf-Ford          | 58        | +1 kolo           | 20               |      |
| 13     | 23  | Brett Lunger          | Ensign-Ford        | 58        | +1 kolo           | 24               |      |
| 14     | 17  | Clay Regazzoni        | Shadow-Ford        | 56        | +3 kola           | 17               |      |
| 15     | 55  | Jean-Pierre Jarier    | Lotus-Ford         | 55        | Nedostatek paliva | 8                |      |
| 16     | 36  | Rolf Stommelen        | Arrows-Ford        | 54        | +5 kol            | 22               |      |
| Ret    | 37  | Arturo Merzario       | Merzario-Ford      | 46        | Převodovka        | 26               |      |
| Ret    | 9   | Michael Bleekemolen   | ATS-Ford           | 43        | Únik oleje        | 25               |      |
| Ret    | 1   | Niki Lauda            | Brabham-Alfa Romeo | 28        | Motor             | 5                |      |
| Ret    | 5   | Mario Andretti        | Lotus-Ford         | 27        | Motor             | 1                |      |
| Ret    | 2   | John Watson           | Brabham-Alfa Romeo | 25        | Motor             | 7                |      |
| Ret    | 4   | Patrick Depailler     | Tyrrell-Ford       | 23        | Kolo              | 12               |      |
| Ret    | 12  | Gilles Villeneuve     | Ferrari            | 22        | Motor             | 4                |      |
| Ret    | 10  | Keke Rosberg          | ATS-Ford           | 21        | Převody           | 15               |      |
| Ret    | 16  | Hans-Joachim Stuck    | Shadow-Ford        | 1         | Palivový systém   | 14               |      |
| Ret    | 25  | Héctor Rebaque        | Lotus-Ford         | 0         | Spojka            | 23               |      |
| DNQ    | 19  | Beppe Gabbiani        | Surtees-Ford       |           |                   |                  |      |
| Zdroj: |     |                       |                    |           |                   |                  |      |

## Průběžné pořadí po závodě
Pohár jezdců
| Pořadí | Jezdec            | Body |
| ------ | ----------------- | ---- |
| 1      | Mario Andretti    | 64   |
| 2      | Ronnie Peterson   | 51   |
| 3      | Carlos Reutemann  | 44   |
| 4      | Niki Lauda        | 44   |
| 5      | Patrick Depailler | 32   |
| Zdroj: |                   |      |

Pohár konstruktérů
| Pořadí | Konstruktér        | Body |
| ------ | ------------------ | ---- |
| 1      | Lotus-Ford         | 86   |
| 2      | Brabham-Alfa Romeo | 53   |
| 3      | Ferrari            | 49   |
| 4      | Tyrrell-Ford       | 36   |
| 5      | Ligier-Matra       | 19   |
| Zdroj: |                    |      |